# Alpen-Knöterich
Der Alpen-Knöterich (Persicaria alpina (All.) H. Gross, Syn.: Koenigia alpina (All.) T.M.Schust. & Reveal, Polygonum alpinum All.) ist eine Pflanzenart aus der Gattung der Knöteriche (Persicaria) in der Familie der Knöterichgewächse (Polygonaceae). Die Gattung Koenigia ist benannt nach Johann Gerhard König (1728–1785), einem baltisch-deutschen Arzt, Apotheker und Naturforscher.

## Merkmale
Der Alpen-Knöterich ist eine ausdauernde, krautige Pflanze, die Wuchshöhen von 30 bis 50, selten bis 100 Zentimeter erreicht. Der unterirdisch kriechende Wurzelstock ist kurz und bildet an den Knoten Wurzeln. Aus ihm treiben aufrechte, einfache oder verzweigte, kantig-gestreifte Stängel aus. Die manchmal leicht gewellten Blätter sind kurz gestielt, eiförmig-lanzettlich und verschmälern sich an beiden Enden. Die Oberseite ist dunkelgrün, die Unterseite heller gefärbt, auf den Nerven und am Rand sind die Blätter bewimpert. Die Blüten sind klein und weiß, gelblich-weiß oder hellrosa gefärbt. Sie sind in endständigen, lockeren Rispen einzeln oder zu 2 bis 3 zusammenstehend angeordnet.
Blütezeit ist von Juni bis September.
Die Chromosomenzahl beträgt 2n = 20.

## Vorkommen
Der Alpen-Knöterich kommt von den Gebirgen Mittel-, Süd- und Ost-Europas bis nach Südwest-Asien in Höhenlagen von 700 bis 2000 Meter auf kalkarmen, sauren, feuchten Böden und in Grünerlengebüschen vor. In Österreich ist er nur über Serpentingestein von einem Berg in der Nähe von Bruck an der Mur bekannt.
Die ökologischen Zeigerwerte nach Landolt & al. 2010 sind in der Schweiz: Feuchtezahl F = 3+ (feucht), Lichtzahl L = 4 (hell), Reaktionszahl R = 2 (sauer), Temperaturzahl T = 2+ (unter-subalpin und ober-montan), Nährstoffzahl N = 4 (nährstoffreich), Kontinentalitätszahl K = 3 (subozeanisch bis subkontinental).

## Systematik
Aufgrund der nicht einheitlichen Systematik innerhalb der Knöteriche wird die Art zu verschiedenen Gattungen gezählt: ursprünglich als Art der Sektion Aconogonon der Gattung Polygonum beschrieben, wird sie je nach Bearbeiter und der von diesem gewählten Stellung dieser Sektion auch in die selbständige Gattung Aconogonon (bzw. Aconogonum), Rubrivena, Koenigia oder eben Persicaria s. l. gestellt.

## Belege